# سانت پره د ریبس
سانت پره د ریبس (به اسپانیایی: Sant Pere de Ribes) یک شهرستان در اسپانیا است که در Garraf واقع شده‌است.

## خصوصیات
سانت پره د ریبس ۴۰٫۷۱ کیلومترمربع مساحت و ۲۸٬۳۹۹ نفر جمعیت دارد و ۴۴ متر بالاتر از سطح دریا واقع شده‌است.